# Mukaria maculatus
Mukaria maculatus är en insektsart som beskrevs av Matsumura 1912. Mukaria maculatus ingår i släktet Mukaria och familjen dvärgstritar. Inga underarter finns listade i Catalogue of Life.